# Walter Clemens Schmidt
Walter Clemens Schmidt (* 25. Juli 1890 in Frankfurt am Main; † 15. Oktober 1979 ebenda) war ein deutscher Maler, Glasmaler, Holzschneider und Graphiker.

## Leben
Walter Clemens Schmidt wurde am 25. Juli 1890 in Frankfurt am Main als ältestes von fünf Kindern des Geheimen Sanitätsrats Dr. Julius Schmidt und seiner Ehefrau Agathe geboren. 
Nach dem Besuch der Musterschule begann er 1907 eine Lehre in der Glasmalerei Professor Alexander Linnemann, Frankfurt, die er 1911 abschloss. An der Königlichen Kunstgewerbeschule München wurde er Meisterschüler von Professor Julius Diez, mit dem ihn bis zu dessen Tod eine enge Freundschaft verband. Von 1913 an bis zum Kriegsausbruch 1914 besuchte er die Königliche Kunstakademie Düsseldorf. Von Oktober 1914 bis zum Ende des Ersten Weltkrieges leistete er Heeresdienst.
Nach Rückkehr aus dem Krieg besuchte er noch das Wintersemester 1918 an der Kunstgewerbeschule München und ließ sich 1919 zunächst als freischaffender Künstler in seiner Heimatstadt nieder. Nach seiner Eheschließung mit der Frankfurterin Louise Schnell trat er 1922 in die Graphische Kunstanstalt F. Guhl & Co, Frankfurt, ein und war dort als Gebrauchsgraphiker tätig. Von 1940 bis 1945 nahm er als Hauptmann am Zweiten Weltkrieg in Frankreich und Tschechoslowakei teil. 1945 wurde sein Haus in der Vogtstraße am Holzhausenpark durch die amerikanische Besatzung beschlagnahmt. Dadurch gingen sämtliche Holzblöcke und seine wichtigsten Arbeiten verloren. Walter Clemens Schmidt nahm 1945 seine Berufstätigkeit in der Firma Guhl wieder auf und arbeitete dort, bis er in Ruhestand ging. Er starb am 15. Oktober 1979 im Alter von 89 Jahren in Frankfurt.

## Werk
In den zwanziger und dreißiger Jahren des 20. Jahrhunderts war er auf dem Höhepunkt seines graphischen Schaffens. Er bevorzugte besonders allegorische und religiöse Themen. Bekannt wurden Blätter (Holzschnittarbeiten) wie Savonarola, Die Versuchung des Heiligen Antonius, die Bildfolge St. Johannes Baptista, Pfingsten, Madonnenbild „Es ist ein Ros entsprungen“. Themen, die Walter Clemens Schmidt nach 1945 auch in Öl malte.
In seinem künstlerischen Stil fühlte er sich der Tradition bester graphischer Kunst der deutschen Renaissance verwandt. Mit seiner geradezu explosiven Ausdruckskraft erweckte er Aufmerksamkeit und Bewunderung. Gelegentlich schmückte der Künstler seine besten Blätter mit zarten Farbstrichen. Dabei bevorzugte er dunkles Rot, Gelb und Gold.
Schmidt gestaltete auch viele Exlibris, häufig Aufträge bekannter Frankfurter Bürger. Sie wurden schon Anfang der zwanziger Jahre durch Rudolf Krauß in der einschlägigen Literatur gewürdigt.
Während er zunächst vor allem Holzschnitte schuf, so widmete er sich nach 1945 eher der Ölmalerei. Weit über hundert Gemälde hat er hinterlassen, auch einige Glasfenster. Seine Glasfenster in einigen Kirchen und Kapellen wurden im Krieg zerstört, Einzelstücke sind in Privatbesitz erhalten. Seine Entwürfe sind teils noch vorhanden. Einer breiteren Öffentlichkeit bekannt dürfte seine 1930 geschaffene Buchausstattung des Liederbuches Der Spielmann mit der markanten Titelvignette und Illustrationen zu den einzelnen Rubriken sein, die bis in die siebziger Jahre unverändert über alle Auflagen übernommen wurde.
Walter Clemens Schmidt scheute öffentliche Ausstellungen. Auch seine Ehefrau (gest. 1991) lehnte es ab, seine Bilder auszustellen. Seine Holzschnitte hatten nur kleinste Auflagen. So kommt es, dass Walter Clemens Schmidt weitgehend unbekannt blieb und seine Werke überwiegend im Familienbesitz oder Freundeskreis zu finden sind. Um sein graphisches Werk nicht verloren gehen zu lassen, übergaben die Erben im Jahre 2006 den größten Teil der vorhandenen Blätter der Letter-Stiftung in Köln, die es sich zur Aufgabe gemacht hat, Künstler des 20. Jahrhunderts vor dem Vergessen zu bewahren.